# Prullans (Tremp)
El despoblat de Prullans és una antiga caseria del terme de Fígols de Tremp, agregat el 1970 al terme municipal de Tremp. Fins al 1877 havia pertangut a l'ajuntament de Castissent, i passà, amb la resta d'aquell antic municipi al d'Eroles, fins al 1940, i després ja al de Fígols de Tremp. Eclesiàsticament, pertanyia a la parròquia de Castissent i, per tant, al bisbat de Lleida.
Està situat a l'oest de Tremp, a més de 25 quilòmetres, i és accessible per una pista rural de poc més de 3 quilòmetres que arrenca de prop del punt quilomètric 3 de la carretera C-1311, del Pont de Montanyana a Tremp, just a ponent del Mas de Ciutat.
La caseria és quasi desapareguda, i la majoria dels masos que la formaven, arruïnats. Hi ha la capella romànica de Sant Roc de Prullans, prop del Mas d'en Borrell. Entre les restes de l'antic poble es veuen estructures d'un poblat medieval, possiblement fortificat.
Pascual Madoz informava l'any 1845, en el seu Diccionario geográfico..., que el lloc de Prullans tenia 8 cases i una capella. En el breu article dedicat exclusivament a Prullans, hi diu que és un vedat de caça (coto) del terme jurisdiccional de Castissent.
Les masies de Prullans són:
- Mas de l'Arrendador
- Mas d'en Borrell, amb l'antiga església de Sant Roc de Prullans
- Mas dels Camps de Costa
- Mas de Ciutat, amb la capella de la Mare de Déu del Roser
- Casa Concurrell
- Casa Ensenyat, o Mas de l'Ensenyat, amb la capella de sant Vicenç
- Mas d'Isidro
- Mas de Juaneu
- Mas de Palasí, amb la capella de la Mare de Déu del Roser
- Casa Paula
- la Roureda.

Casa Toríbio, amb la capella de Santa Anna, és en el rodal de Claramunt, però també es relacionava preferentment amb Prullans; depenia, eclesiàsticament, de Castissent.
- Casa Miquel, amb la capella de sant Germà

## Etimologia
Segons Coromines (op. cit.), és un nom de predi, amb el sufix -anus, a partir del nom propi llatí Proculus, amplament documentat a l'epigrafia romana. El significat seria, doncs, les terres de Pròcul.